# Operace Narnia
Operace Narnia byl krycí název pro letecký útok, při kterém izraelské letectvo 13. června 2025 během izraelsko-íránské války současně zabilo 9 nejvýznačnějších íránských jaderných vědců.

## Etymologie názvu
Krycí název operace odkazuje na fantasy svět vytvořený spisovatelem C. S. Lewisem,  ale zároveň naznačuje složitost plánování a provedení celé operace. Název také nadneseně odkazuje na to, že celý plán je... přitažený za vlasy.

## Pozadí
Izraelské zpravodajské služby sledovaly přední íránské jaderné vědce již od roku 2003, několik let poté, co zaznamenaly íránské snahy o získání jaderných zbraní. V letech 2010 až 2020 došlo k sérii vražedných útoků, při kterých bylo 5 íránských jaderných vědců zabito. Izrael svou roli na útocích ani nepotvrdil, ani nevyvrátil.

## Plánování
Při plánování operace rozdělily izraelské zpravodajské služby íránské jaderné vědce do 4 kategorií, přičemž nejvyšší prioritu pro likvidaci dostali vědci s největšími znalostmi a jejichž nahrazení by způsobilo největší potíže. Přestože sběr informací o cílech operace započal již na podzim roku 2024, samotný plán vznikl na jaře 2025, přičemž na něm spolupracovali jak příslušníci Mosadu či Jednotky 8200, tak i příslušníci izraelského letectva. 

## Průběh útoku
Samotný útok na domy íránských vědců proběhl v rámci operace Vzpínající se lev. Izraelské letectvo útočilo na bydliště vědců v okolí Teheránu souběžně, s cílem zamezit prodlevám, možným varováním a přesunem cílových osob do bezpečí. Souběžně tak bylo zabito celkem 9 vědců, desátý byl zabit o něco později mimo rámec operace. Všechna útočící izraelská letadla se vrátila v pořádku na základny. Podle izraelského kanálu Channel 12 jaderní vědci byli zabiti pomocí speciální zbraně, o níž podrobnosti nebyly zveřejněny.

### Seznam zabitých íránských jaderných vědců
- Ferejdún Abbásí Davání, expert na jaderné inženýrství a bývalý šéf Íránské organizace pro atomovou energii (AEOI)[6]
- Mohammad Mehdí Tehránčí, expert na fyziku a prezident Islámské univerzity Azad v Teheránu[7]
- Akbar Matlali Zadeh, expert na chemické inženýrství
- Sajíd Beráčí, expert na materiálové inženýrství
- Amir Hassan Fakahi, expert na fyziku a zástupce šéfa Íránské organizace pro atomovou energii (AEOI)
- Abd al-Hamíd Minušahr, expert na fyziku reaktorů
- Mansúr Asgárí, expert na fyziku
- Ahmad Réza Davalparki Daryani, odborník na jaderné inženýrství
- Alí Bachají Katehremi, expert na mechaniku

## Hodnocení
Podle izraelských zpravodajských činitelů bylo zabití nejvýznačnějších íránských jaderných vědců důležitější, než zabití íránských vojenských představitelů a zničení vojenského zařízení. Velitelé jsou snadněji nahraditelní, než jaderní vědci.  Podle analytiků má ale Írán jiné vědce, kteří by zabité mohli nahradit. Podle evropských politiků samotná vojenská síla nemůže íránské jaderné know-how zničit, a proto jsou zapotřebí diplomatická řešení, která by uklidnila obavy ohledně íránského jaderného programu.